# Novo Selo (kommun i Nordmakedonien)
Novo Selo (makedonska: Ново Село) är en kommun i östra Nordmakedonien. Antalet invånare är 6 972 (år 2021).
Följande samhällen finns i Novo Selo:
- Novo Selo
- Sušica
- Smolari
- Staro Konjarevo
- Draževo